# Vickers Type 207
Vickers Type 207 là một loại máy bay ném bom ngư lôi hai tầng cánh trên hạm của Anh đầu thập niên 1930.

## Tính năng kỹ chiến thuật
Dữ liệu lấy từ Andrews & Morgan 1988, tr. 308
Đặc điểm tổng quát
- Kíp lái: 2
- Chiều dài: 43 ft 7 in (13.69 m)
- Sải cánh: 50 ft 0 in (15.24 m)
- Chiều cao: 14 ft 5 in (14.42 m)
- Diện tích cánh: 724 ft2 (67.3 m2)
- Trọng lượng rỗng: 5.200 lb (2.359 kg)
- Trọng lượng có tải: 9.600 lb (4.354 kg)
- Động cơ: 1 × Rolls Royce Buzzard IIIMS, 825 hp (615 kW)

Hiệu suất bay
- Vận tốc cực đại: trên độ cao 4.000 ft (1.220 m) 159 mph (256 km/h)
- Vận tốc lên cao: lên độ cao 4.000 ft (1.220 m) 800 ft/min (4,1 m/s)

Vũ khí trang bị
- 1× súng máy Lewis.303 in (7,7 mm)
- 1× ngư lôi 2000 lb (907 kg) hoặc 1000 lb (453 kg) bom; hoặc 4× quả bom 500 lb (227 kg)